# Corytophanes cristatus
Espèce
Synonymes
- Agama cristata Merrem, 1820

Corytophanes cristatus est une espèce de sauriens de la famille des Corytophanidae.

## Répartition
Cette espèce se rencontre en Colombie, au Panama, au Costa Rica, au Nicaragua, au Honduras, au Guatemala, au Belize et au Mexique au Chiapas, au Yucatán, au Campeche et au Veracruz.
Sa présence au Salvador est incertaine.

## Publication originale
- Merrem, 1820 : Versuch eines Systems der Amphibien I (Tentamen Systematis Amphibiorum). J. C. Krieger, Marburg, p. 1-191 (texte intégral).